# 제천시의 시내버스
제천시의 시내버스는 충청북도 제천시를 중심으로 하여 운행중인 대중교통 수단이다. 운수 업체로는 제천교통과 제천운수가 있으며, 2017년 12월 7일 기준으로 총 시내버스 인가 운행댓수는 총 72대로 이 중 2대가 도시형 교통모델 공공형버스, 33대가 공영버스이며 연간 평균 수송 인원은 약 500만 여 명이다. 노선은 십단위 번호와 백단위 번호로 구성되어 있으며, 현금 외에도 교통카드를 이용하여 운임을 결제 할 수 있는 것이 특징이다. 특히 교통카드는 선불 방식으로 마이비 교통카드와 레일플러스, 후불 방식으로는 KB 후불 카드를 사용할 수 있으며 국토교통부에서 추진하는 교통카드 전국호환 계획에 따라 2012년 8월 27일 기준으로 선불 방식으로 티머니, 캐시비, 하나로카드를, 후불 방식으로 롯데카드, BC카드, 삼성카드, 신한카드, 외환카드, 하나SK카드, 현대카드를 추가로 사용할 수 있다.
한편 교통약자를 위해 저상버스가 2007년부터 운행되기 시작하였으며 2021년 10월 현재 제천교통과 제천운수에 각 1대씩 운행중이다. 1일 18회 31번 노선에서 운행하고 있다.

## 역사
- 1951년 : 친선버스 (현 친선고속)이 처음으로 창립되어 시내버스를 운행하기 시작하다.
- 1969년 9월 15일 : 제천운수가 자체 창업하다.
- 1979년 7월 3일 : 친선버스가 제천시내버스 부문을 제천교통으로 분리독립하여 창립함으로써, 지금의 두 회사가 되다.
- 2015년 7월 1일 : 제천시 버스정보센터 운영 개시하다.

## 운임
제천시내버스의 기본적인 운임은 시계외 추가운임을 제외한 것을 기준으로 다음과 같다. 현재의 기본 운임 체계는 2024년 11월 23일부터 시행되는 사항을 골자로 하고 있다.
| 종류      | 나이                    | 카드 (원) | 현금 (원) |
| --------- | ----------------------- | --------- | --------- |
| 기본 운임 | 어른 (만 19세 이상)     | 1650      | 1700      |
| 기본 운임 | 청소년 (만 13세 ~ 18세) | 1300      | 1350      |
| 기본 운임 | 어린이 (만 7세 ~ 12세)  | 800       | 850       |

교통카드의 경우 충청북도 내에서는 50원이, 강원특별자치도 내에서는 20원이 할인된다. 또한 시경계를 벗어날 경우 구간운임이 추가되는데, 운임은 킬로미터당 131.82원이다. 이때문에 시경계 외 지역을 오가는 시내버스는 제천시에서 출발할 때 뒷문으로 승차하여 앞문으로 하차하면서 운임을 지불하는 후승전강(後乘前降)의 방식을 채용하여 왔으나 2010년 7월 시작된 무임환승 및 환승할인제 시행에 대비하여 2010년 6월 22일부터는 제천시에서 출발할때도 전승후강(前乘後降)의 방식으로 변경 시행되고 있다. 한편 교통카드 도입으로 이용실적이 현저히 줄어든 승차권 제도가 2010년 5월 31일 폐지되었다.

### 무임 환승 및 환승 할인제
시내버스 환승제 확대론에 따라 청주시내버스에 이어 두 번째로 2010년 7월부터 제천시 전역 및 제천시내버스 유출입 인근지역에서 시내버스 이용 불편 해소 차원으로 무임 환승 및 환승 할인제가 도입되어 전격 시행에 들어갔다.
당시 30분이였던 청주시내버스와는 달리 하차단말기에 승차 시 결재한 카드를 태그하고 하차한 후 40분 이내에 승차 시 1회 한정하여 무임 환승 및 환승 할인을 받을 수 있으며 현금을 이용하거나 동일 운행노선번호 끼리 및 제천시 지역 유출입 타 지역 시내버스와의 무임 환승 및 환승 할인 또한 불가능하다.

## 운수 업체
2014년 12월 기준이다.
| 운행업체 | 면허 대수 | 면허 대수 | 면허 대수 | 면허 대수 |
| -------- | --------- | --------- | --------- | --------- |
| 운행업체 | 대수 합계 | 일반버스  | 좌석버스  | 공영버스  |
| 제천교통 | 35        | 35        | -         | 17        |
| 제천운수 | 35        | 35        | -         | 16        |
| 합계     | 68        | 68        | -         | 33        |

## 노선

### 노선 번호 체계
제천시에서 운행중인 시내버스 노선은 이용객 감소와 수익성을 기대할 수 없는 비수익노선, 벽지노선이 대부분을 차지하고 있고, 2000년대 초반에 노선별로 별도의 노선번호를 부여하기 시작했고, 2010년 7월 무임환승 및 환승할인제 시행과 동시에 운행노선이 대폭 변경되어 현재에 이르고 있다. 크게 일번대 노선/십번대 노선/백번대 노선으로 나뉘며, 일번대 노선은 일부 무번호로 운행해온 학교선을, 십번대 노선은 도심 지역을 중심으로, 백번대 노선은 도심 지역과 그 외곽지역, 또는 타 지역을 운행하는 것이 특징이다. 이와 같은 정규 노선 외에도 '제천시 민원버스 노선'이 존재하며, 시내도심노선의 경우 1번이 제천역, 2번이 고암동, 3번이 세명대학교후문, 4번이 제천교통과 제천운수의 차고지가 소재한 장락동, 5번이 대원대학교, 6번이 극동덕일아파트로 고유 지정하여 운행되고 있다.
| 적용 기간              | 상세 내역 |
| ---------------------- | --- |
| 도입 초기 ~ 2010년 6월 | - 학교선 : 번호없음 - 단양방면 : 10번 - 토교방면 : 20번 - 주천방면 : 30번 - 미당, 왕암방면 : 40번 - 입석방면 : 50번 - 두학방면 : 60번 - 한천방면 : 70번 - 백운, 봉양방면 : 80번 - 금성, 청풍방면 : 90번 - 시내도심노선 : 100번대 단위                 |
| 2010년 7월 현재        | - 학교선 : 일번대-일번대 - 시내도심노선 : 10번대 단위 - 단양방면 : 100번대 - 토교방면 : 200번대 - 주천방면 : 300번대 - 미당, 왕암방면 : 400번대 - 입석방면 : 500번대 - 두학, 한천방면 : 600번대 - 백운, 봉양방면 : 800번대 - 금성, 청풍방면 : 900번대 |

## 기타

### 안내방송
현재 제천시내버스의 안내방송은 교통카드 단말기에 번호를 입력하는 방식의 안내방송을 사용하고 있다. 2016년 현재 충주시내버스를 제외한 충청북도 전 지역으로 이 시스템을 확대 적용하였다.

### 임금협상 타결
2004년 11월 제천시내버스 운송업체 2곳의 2005년도 임금협상이 2004년 대비 5% 인상하는 것으로 전격 합의하여 타 지역의 모범사례로 꼽혔다. 이는 지속운영의 어려움에도 불구하고 양사가 노사간의 원만한 합의로 영월군, 청주시, 충주시 등 인근지역의 시내버스 파업사태와는 큰 대조를 이뤘다.

### 냉난방 승강장
2009년 2월 2일 제천시는 2,800여만원의 예산을 투입하여 의림대로 변 중앙공원 앞 정류장에 냉난방 시설을 갖춘 시내버스 승강장을 처음 설치하였다고 밝혔다. 이 정류장은 6.5m2규모의 실내에 냉난방 시설을 설치하여 실내 온도를 영상 20~26도 사이로 유지하도록 하기 위해 자동센서를 부착하여, 적정 온도에 미달하거나 초과할 경우 에어컨·온풍기 겸용 설비가 자동으로 작동하여 온도를 조절하는 방식으로 구성되어 있다. 이 외에도 야간 시간대에는 자동으로 조명등이 점등하는 것이 특징이다. 이 시내버스 승강장은 2008년 4월 공모한 공공디자인 시민제안사업 공모를 통해 접수된 23건 가운데 디자인심의위원회를 거쳐 선정된 11개의 사업 아이템 가운데의 일환으로, 제천시에서는 이후 이용객이 많은 정류장이나 배차시간이 긴 농촌 지역을 중심으로 냉난방 승강장 설치를 확대해 나가겠다는 입장을 밝혔다.

### LED 행선지표지판 설치
제천시는 시내버스 이용고객의 편의를 위해 2010년부터 총 사업비 7700여 만 원을 투입해 일부 시내버스에 LED 행선지표지판을 설치한 데 이어 2011년에도 총 사업비 1억 9900여 만 원을 투입해 모든 차량의 전면과 측면에 LED 행선지표지판을 설치를 완료한 상황이다. 이 LED 행선지표지판의 표출기능은 운행노선번호 표시의 경우 운행노선의 변경이 한 자리에서 즉시 가능하고 야간 행선지번호의 시인성을 높여 편리한 시내버스 이용과 함께 운행노선 개편시 행선지 변경이 용이할 뿐만 아니라 제천시 관내 대중교통 개선에도 엄청난 기대를 불러올 수 있다. 현행 방식은 고정형 한글로 행선지 표지가 되어 있어 이용고객들이 시내버스를 제때 타지 못하는 빈번함 및 불편 호소와 더불어 내부의 소형 형광등에 의한 간접표출 방식을 취하고 있어 야간이나 우천시, 흐린날에 운행노선 식별이 불가한다는 문제점을 초래해왔다. 한편 제천시는 2011년 제 2차 추경 예산에 총 사업비 4000여 만 원을 투입해 시내버스 후면에도 LED 행선지표지판을 설치할 계획에 있으며 다양한 시책을 도입하여 대중교통 질 향상에 힘쓰겠다는 전망이다.

### 공영버스 전달식
제천시는 대중교통 서비스 향상을 위해 2012년 5월 30일 오후 4시쯤 제천교통에서 버스회사 대표와 관계자, 그리고 최명현 시장 등 약 50 여 명이 참석한 가운데 공영버스 전달식을 가졌다. 이날 전달식에서 최 시장은 "농촌주민의 고령화로 인해 벽지 및 오지마을까지 버스를 연장운행 요청이 많다." 며 "제천시는 시민들의 교통편익을 위해 최선을 다하겠다." 고 말했다. 한편 이번에 구입한 공영버스 3대는 기존 공영버스 노후화에 따른 대폐차 구입 및 농어촌의 교통편익 증진을 위해 해당지자체가 구입비를 지원하고 운영한다는 국토해양부의 오지 및 도서교통지원사업 운영지침에 따른 것으로 이중 1대는 제천운수에, 2대는 제천교통에 전달되어 위탁 운영을 맡겼으며 하반기에 공영버스 1대를 추가 구입해 버스회사에 위탁할 계획이다.

### 노선 관련 논란
열차를 이용하여 제천시를 찾는 관광객들이 시내버스 노선을 찾는 데 어려움을 호소하면서 모든 시내버스가 제천역 광장을 경유해야 한다는 주장이 제기되고 있다. 이에 대해 제천시 관계자는 “기차 시간에 맞춰 제천역을 경유하는 관광객들이 제천을 편리하게 관광할 수 있도록 방안을 검토해 나갈 계획” 이라고 밝혔다.

### BIS 구축 사업
제천시는 총 사업비 약 22억 여 원을 들여 2014년 11월부터 2015년 7월까지 BIS 구축사업을 실시한다고 밝혔다. 이 사업은 제천시가 지난 2013년 국토교통부에 신청, 2014년 사업대상지역으로 선정되면서 충청북도 3개 시 지역 가운데 제일 마지막으로 이 사업을 진행하게 되었다. 제천시는 본 사업이 완료되면 시내버스 이용고객 증가는 물론 시내버스를 이용하는 이용고객에게 실시간 시내버스 운행정보 제공으로 대중교통 편의증진 및 활성화에 크게 기여할 것으로 전망된다. 2015년 7월 1일 제천시 버스정보센터가 본격 운영을 개시하였다.

## 사진

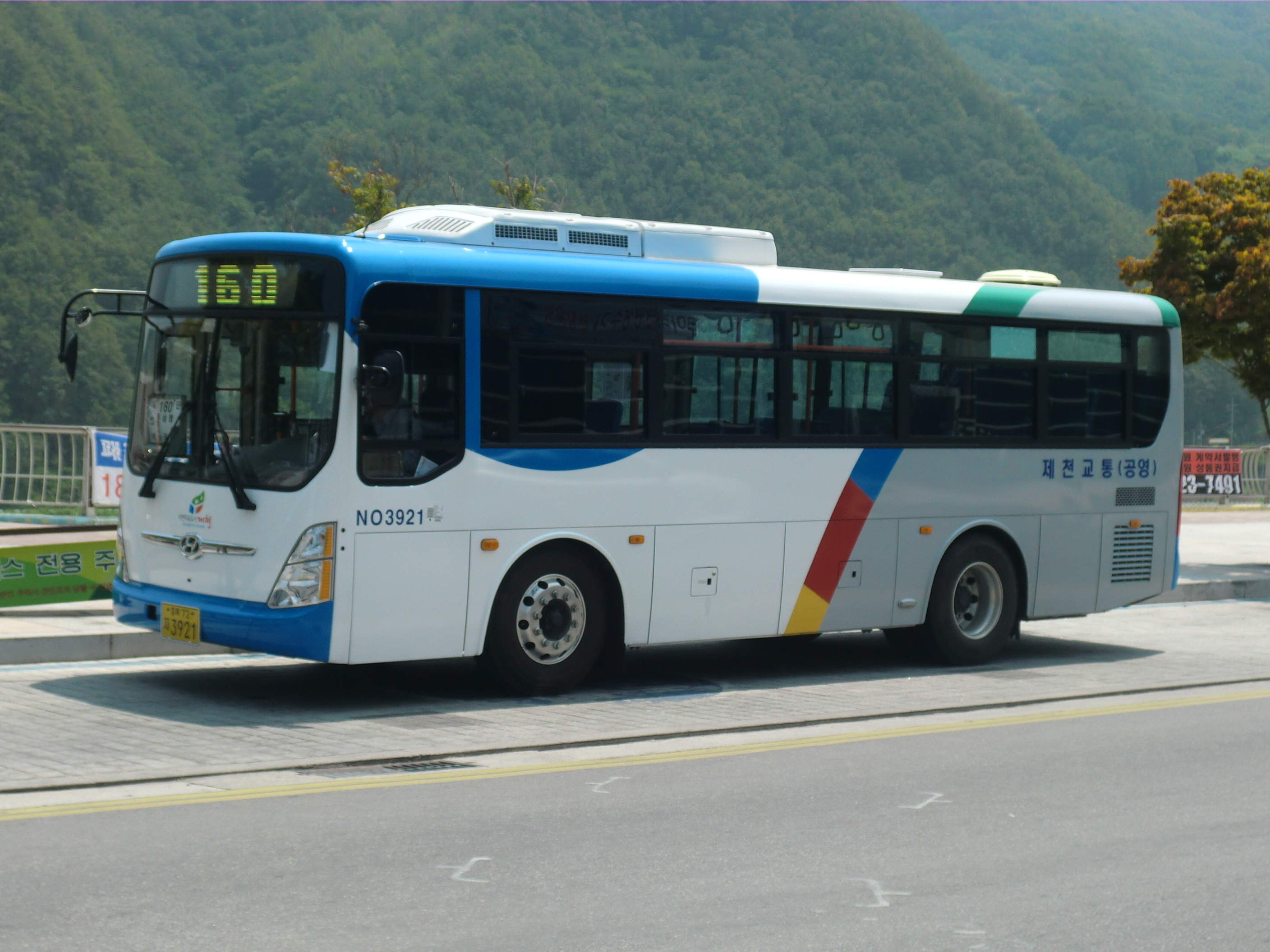
160번 버스